# جواو بوسكو
جواو بوسكو (بالبرتغالية: João Bosco‏) هو مغني وملحن وعازف قيثارة برازيلي، ولد في 13 يوليو 1946 في بلدية بونتي نوفا في البرازيل.

## وصلات خارجية
- الموقع الرسمي
- جواو بوسكو على موقع IMDb (الإنجليزية)
- جواو بوسكو على موقع ميوزك برينز (الإنجليزية)
- جواو بوسكو على موقع أول ميوزيك (الإنجليزية)
- جواو بوسكو على موقع ديسكوغز (الإنجليزية)
- جواو بوسكو على موقع قاعدة بيانات الفيلم (الإنجليزية)